# Viljandi-Folkfestival

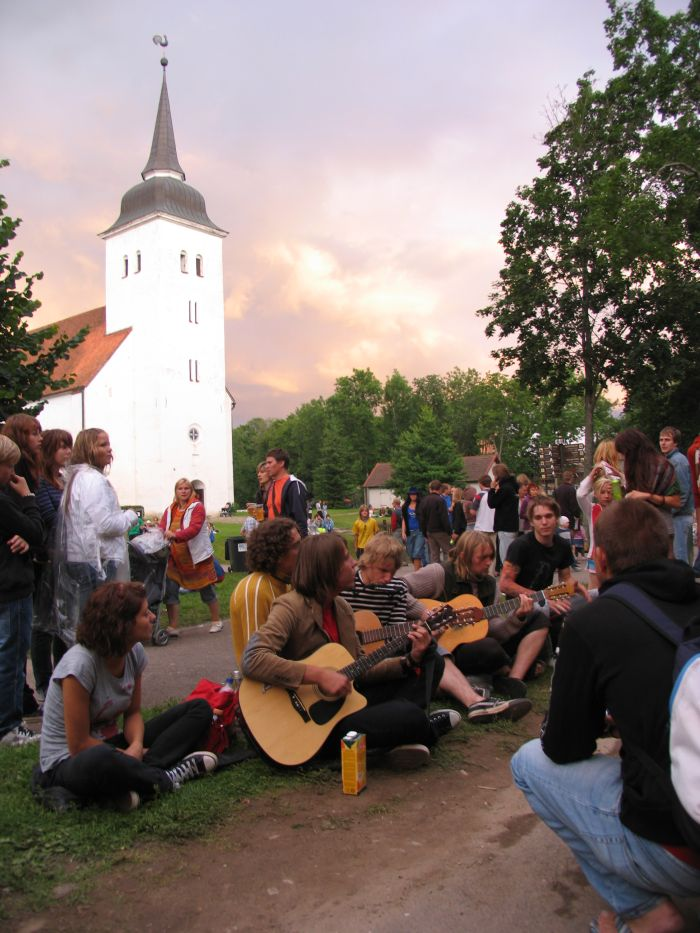
Festivalteilnehmer vor der Jaanikirk in Viljandi

Viljandi-Folkfestival (estnisch: Viljandi pärimusmuusika festival) ist ein seit 1993 jährlich stattfindendes, mehrtägiges Event in der estnischen Stadt Viljandi. Die Veranstaltung ist über die Landesgrenzen hinaus bekannt.
Das Festival ist die größte jährliche Musikveranstaltung in Estland und eines der größeren seiner Art in Europa. Sein Fokus hat sich über die Jahre weg von einer regionalen Veranstaltung für die traditionelle estnische Volksmusik hin zu einem internationalen Treffen der europäischen Folkmusik verschoben. Auch die Musik der inländischen Zugpferde des Festivals fällt mittlerweile oft eher in die Genres Folk Rock oder Folk Metal. Diese Einflüsse haben das Festival vermehrt für ein junges Publikum attraktiv gemacht, Anhänger der traditionellen estnischen Volksmusik wenden sich dem Festival in Võru zu.
Das Viljandi pärimusmuusika festival dauert vier Tage und wird jedes Jahr Ende Juli veranstaltet. In den Burgruinen, Kirchen, Plätzen und Höfen der Stadt finden jeweils mehr als 100 Konzerte statt.

## Weblink
- Folk Music Festival (englisch/estnisch), abgerufen am 3. August 2013